# СРСР на літніх Олімпійських іграх 1968
СРСР на Літніх Олімпійських ігор 1968 представляло 313 спортсменів. СРСР посів друге місце, а загальній кількості виграних медалей.
Вперше волейболістки здобули золото, а волейболісти здобули золото у другій олімпіаді поспіль. Спортсменам збірної СРСР вдалося взяти медалі у плаванні, стрибках у воду, водному поло та баскетболі. Ватерполісти стали призерами на четвертій олімпіаді поспіль (бронза 1956, срібло 1960, бронза 1964 і срібло 1968), баскетболісти на п'ятій (срібло 1952, 1956, 1960, 1964, бронза в 1968).

## Медалісти
| Медаль | Спортсмен | Вид спорту                       | Дисципліна                                     |
| ------ | --- | -------------------------------- | ---------------------------------------------- |
| Золото | Валеріан Соколов | Бокс                             | Чоловіки, до 54 кг                             |
| Золото | Борис Лагутін | Бокс                             | Чоловіки, 1-а середня вага                     |
| Золото | Дан Позняк | Бокс                             | Чоловіки, до 81 кг                             |
| Золото | Борис Гуревич | Вільна боротьба                  | Чоловіки, до 87 кг                             |
| Золото | Олександр Медведь | Вільна боротьба                  | Чоловіки, понад 97 кг                          |
| Золото | Роман Руруа | Греко-римська боротьба           | Чоловіки, до 63 кг                             |
| Золото | Володимир Бєляєв Олег Антропов Іван Бугаєнков Володимир Іванов Євген Лапинський Валерій Кравченко Василіюс Матушевас Віктор Михальчук Георгій Мондзолевський Юрій Поярков Едуард Сибіряков Борис Терещук | Волейбол                         | Чоловіки                                       |
| Золото | Тетяна Вайнберга Віра Галушка Валентина Виноградова Людмила Булдакова Галина Леонтьєва Віра Лантратова Людмила Михайловська Тетяна Поняєва Роза Саліхова Тетяна Саричева Ніна Смолєєва Інна Рискаль      | Волейбол                         | Жінки                                          |
| Золото | Михайло Воронін | Спортивна гімнастика             | Чоловіки, стрибки з жердиною                   |
| Золото | Михайло Воронін | Спортивна гімнастика             | Чоловіки, перекладина                          |
| Золото | Зінаїда Вороніна Любов Бурда Ольга Карасьова Наталія Кучинська Лариса Петрик Людмила Турищева | Спортивна гімнастика             | Жінки, командні змагання                       |
| Золото | Лариса Петрик | Спортивна гімнастика             | Жінки, вільні вправи                           |
| Золото | Наталія Кучинська | Спортивна гімнастика             | Жінки, колода                                  |
| Золото | Анатолій Сасс Олександр Тимошинін | Академічне веслування            | Чоловіки, двійка парна                         |
| Золото | Олександр Шапаренко Володимир Морозов | Веслування на байдарках та каное | Чоловіки, байдарка-двійка, 1000 м              |
| Золото | Людмила Пінаєва | Веслування на байдарках та каное | Жінки, байдарка-одинак, 500 м                  |
| Золото | Іван Кізімов | Кінний спорт                     | Чоловіки, виїздка, особиста першість           |
| Золото | Володимир Голубничий | Легка атлетика                   | Чоловіки, ходьба 20 км                         |
| Золото | Віктор Санєєв | Легка атлетика                   | Чоловіки, потрійний стрибок                    |
| Золото | Яніс Лусіс | Легка атлетика                   | Чоловіки, метання списа                        |
| Золото | Валентин Манкін | Вітрильний спорт                 | Чоловіки, «Фінн»                               |
| Золото | Григорій Косих | Стрільба кульова                 | Чоловіки, малокаліберний однозарядний пістолет |
| Золото | Євген Петров | Стендова стрілянина              | Чоловіки, круглий стенд                        |
| Золото | Віктор Куренцов | Важка атлетика                   | Чоловіки, до 75 кг                             |
| Золото | Борис Селіцький | Важка атлетика                   | Чоловіки, до 82,5 кг                           |
| Золото | Леонід Жаботинський | Важка атлетика                   | Чоловіки, понад 90 кг                          |
| Золото | Едуард Винокуров Умяр Мавліханов Володимир Назлимов Віктор Сидяк Марк Ракита | Фехтування                       | Чоловіки, шабля, командні змагання             |
| Золото | Олена Новикова | Фехтування                       | Жінки, рапіра                                  |
| Золото | Галина Горохова Олександра Забеліна Олена Новикова Тетяна Самусенко Світлана Чиркова | Фехтування                       | Жінки, рапіра, командні змагання               |
| Срібло | Олексій Кисельов | Бокс                             | Чоловіки, до 75 кг                             |
| Срібло | Йонас Чепуліс | Бокс                             | Чоловіки, понад 81 кг                          |
| Срібло | Шота Ломідзе | Боротьба вільна                  | Чоловіки, до 97 кг                             |
| Срібло | Володимир Бакулін | Боротьба греко-римська           | Чоловіки, до 52 кг                             |
| Срібло | Валентин Оленик | Боротьба греко-римська           | Чоловіки, до 87 кг                             |
| Срібло | Микола Яковенко | Боротьба греко-римська           | Чоловіки, до 97 кг                             |
| Срібло | Анатолій Рощин | Боротьба греко-римська           | Чоловіки, понад 97 кг                          |
| Срібло | Олексій Баркалов Олег Бовін Олександр Долгушин Вадим Гуляєв Юрій Григоровський Борис Гришин Леонід Осипов Володимир Семенов В'ячеслав Скок Ґіві Чікваная Олександр Шидловський                           | Водне поло                       | Чоловіки                                       |
| Срібло | Михаїл Воронін | Спортивна гімнастика             | Чоловіки, багатоборство, особиста першість     |
| Срібло | Сергій Діомідов Михаїл Воронін Валерій Карасьов Віктор Клименко Віктор Лисицький Валерій Ільїних | Спортивна гімнастика             | Чоловіки, командні змагання                    |
| Срібло | Михаїл Воронін | Спортивна гімнастика             | Чоловіки, кільця                               |
| Срібло | Михаїл Воронін | Спортивна гімнастика             | Чоловіки, бруси                                |
| Срібло | Зінаїда Вороніна | Спортивна гімнастика             | Жінки, багатоборство, особиста першість        |
| Срібло | Олександр Шапаренко | Веслування на байдарках та каное | Чоловіки, байдарка-одинак, 1000 м              |
| Срібло | Іван Калита Іван Кизимов Олена Петушкова | Кінний спорт                     | Виїздка, командна першість                     |
| Срібло | Ромуальд Клим | Легка атлетика                   | Чоловіки, метання молота                       |
| Срібло | Антоніна Окорокова | Легка атлетика                   | Жінки, стрибки у висоту                        |
| Срібло | Володимир Косинський | Плавання                         | Чоловіки, 100 м, брас                          |
| Срібло | Володимир Косинський | Плавання                         | Чоловіки, 200 м, брас                          |
| Срібло | Семен Беліц-Гейман Леонід Ільїчов Георгій Куликов Віктор Мазанов | Плавання                         | Чоловіки, 4х100 м, вільний стиль               |
| Срібло | Галина Прозуменщикова | Плавання                         | Жінки, 100 м, брас                             |
| Срібло | Тамара Сафонова | Стрибки у воду                   | Жінки, трамплін                                |
| Срібло | Наталія Лобанова | Стрибки у воду                   | Жінки, вишка                                   |
| Срібло | Павло Ледньов Борис Онищенко Стасіс Шапарніс | Сучасне п'ятиборство             | Чоловіки, командна першість                    |
| Срібло | Валентин Корнєв | Стрільба кульова                 | Чоловіки, довільна гвинтівка, 3х40             |
| Срібло | Діто Шанідзе | Важка атлетика                   | Чоловіки, до 60 кг                             |
| Срібло | Володимир Бєляєв | Важка атлетика                   | Чоловіки, до 82,5 кг                           |
| Срібло | Яан Тальтс | Важка атлетика                   | Чоловіки, до 90 кг                             |
| Срібло | Віктор Путятін Герман Свєшников Юрій Сісікін Василь Станкович Юрій Шаров | Фехтування                       | Чоловіки, рапіра, командні змагання            |
| Срібло | Григорій Крісс | Фехтування                       | Чоловіки, шпага                                |
| Срібло | Йосиф Вітебський Григорій Крісс Олексій Ніканчиков Віктор Модзолевський Юрій Смоляков | Фехтування                       | Чоловіки, шпага, командні змагання             |
| Срібло | Марк Ракита | Фехтування                       | Чоловіки, шабля                                |
| Бронза | Сергій Бєлов Володимир Андреєв Геннадій Вольнов Вадим Капранов Яак Ліпсо Сергій Коваленко Анатолій Крикун Модестас Паулаускас Анатолій Поливода Зураб Саканделідзе Юрій Селіхов Прійт Томсон             | Баскетбол                        | Чоловіки                                       |
| Бронза | Володимир Мусалімов | Бокс                             | Чоловіки, до 67 кг                             |
| Бронза | Іван Кочергін | Греко-римська боротьба           | Чоловіки, до 57 кг                             |
| Бронза | Михаїл Воронін | Спортивна гімнастика             | Чоловіки, кінь                                 |
| Бронза | Сергій Діомідов | Спортивна гімнастика             | Чоловіки, опорний стрибок                      |
| Бронза | Віктор Клименко | Спортивна гімнастика             | Чоловіки, бруси                                |
| Бронза | Наталія Кучинська | Спортивна гімнастика             | Жінки, багатоборство, особиста першість        |
| Бронза | Наталія Кучинська | Спортивна гімнастика             | Жінки, вільні вправи                           |
| Бронза | Зінаїда Вороніна | Спортивна гімнастика             | Жінки, опорний стрибок                         |
| Бронза | Зінаїда Вороніна | Спортивна гімнастика             | Жінки, бруси                                   |
| Бронза | Лариса Петрик | Спортивна гімнастика             | Жінки, колода                                  |
| Бронза | Зігмас Юкна Антанас Багдонавічюс Вітаутас Бредіс Юрій Лоренцсон Валентин Кравчук Олександр Мартишкін Володимир Стерлик Віктор Суслін Юозас Ягелавічюс                                                    | Академічне веслування            | Чоловіки, вісімка                              |
| Бронза | Віталій Галков | Веслування на байдарках та каное | Чоловіки, каное-одинак, 1000 м                 |
| Бронза | Наум Прокупець Михайло Замотін | Веслування на байдарках та каное | Чоловіки, каное-двійка, 1000 м                 |
| Бронза | Людмила Пінаєва Антоніна Середина | Веслування на байдарках та каное | Жінки, байдарка-двійка, 500 м                  |
| Бронза | Микола Смага | Легка атлетика                   | Чоловіки, ходьба 20 км                         |
| Бронза | Валентин Гаврилов | Легка атлетика                   | Чоловіки стрибки висотою                       |
| Бронза | Едуард Гущин | Легка атлетика                   | Чоловіки, штовхання ядра                       |
| Бронза | Наталія Бурда | Легка атлетика                   | Жінки, біг 400 м                               |
| Бронза | Людмила Жаркова Галина Бухаріна Віра Попкова Людмила Самотєсова | Легка атлетика                   | Жінки, естафета 4х100 м                        |
| Бронза | Валентина Козир | Легка атлетика                   | Жінки, стрибки у висоту                        |
| Бронза | Тетяна Талишева | Легка атлетика                   | Жінки, стрибки завдовжки                       |
| Бронза | Надія Чижова | Легка атлетика                   | Жінки, штовхання ядра                          |
| Бронза | Микола Панкін | Плавання                         | Чоловіки, 100 м, брас                          |
| Бронза | Володимир Буре Семен Беліц-Гейман Леонід Ільїчов Георгій Куликов | Плавання                         | Чоловіки, 4х200 м, вільний стиль               |
| Бронза | Юрій Громак Леонід Ільїчов Володимир Косинський Володимир Немшилов | Плавання                         | Чоловіки, 4х100 м, комбінована естафета        |
| Бронза | Галина Прозуменщикова | Плавання                         | Жінки, 200 м, брас                             |
| Бронза | Павло Ледньов | Сучасне п'ятиборство             | Чоловіки, особиста першість                    |
| Бронза | Віталій Пархимович | Стрільба кульова                 | Чоловіки, малокаліберна гвинтівка, 3х40        |
| Бронза | Ренарт Сулейманов | Стрільба кульова                 | Чоловіки, малокаліберний однозарядний пістолет |

### Спортсмени з кількома медалями
| Ім'я                  | Вид спорту                      |   |   |   | Разом |
| --------------------- | ------------------------------- | - | - | - | ----- |
| Михаїл Воронін        | Спортивна гімнастика            | 2 | 4 | 1 | 7     |
| Наталія Кучинська     | Спортивна гімнастика            | 2 |   | 2 | 4     |
| Зінаїда Вороніна      | Спортивна гімнастика            | 1 | 1 | 2 | 4     |
| Лариса Петрик         | Спортивна гімнастика            | 2 |   | 1 | 3     |
| Володимир Косинський  | Плавання                        |   | 2 | 1 | 3     |
| Леонід Ільїчов        | Плавання                        |   | 1 | 2 | 3     |
| Олена Новикова        | Фехтування                      | 2 |   |   | 2     |
| Іван Кизимов          | Фехтування                      | 1 | 1 |   | 2     |
| Олександр Шапаренко   | Веслування на байдарках і каное | 1 | 1 |   | 2     |
| Марк Ракита           | Фехтування                      | 1 | 1 |   | 2     |
| Людмила Пінаєва       | Веслування на байдарках і каное | 1 |   | 1 | 2     |
| Григорій Крісс        | Фехтування                      |   | 2 |   | 2     |
| Сергій Діомідов       | Спортивна гімнастика            |   | 1 | 1 | 2     |
| Віктор Клименко       | Спортивна гімнастика            |   | 1 | 1 | 2     |
| Семен Беліц-Гейман    | Плавання                        |   | 1 | 1 | 2     |
| Георгій Куликов       | Плавання                        |   | 1 | 1 | 2     |
| Галина Прозуменщикова | Плавання                        |   | 1 | 1 | 2     |
| Павло Ледньов         | Сучасне п'ятиборство            |   | 1 | 1 | 2     |

## Медалі з видів спорту
| Спорт                            | Золото | Срібло | Бронза | Загалом |
| Спортивна гімнастика             | 5      | 5      | 8      | 18      |
| Боротьба                         | 3      | 5      | 1      | 9       |
| Фехтування                       | 3      | 4      | 0      | 7       |
| Важка атлетика                   | 3      | 3      | 0      | 6       |
| Легка атлетика                   | 3      | 2      | 8      | 13      |
| Бокс                             | 3      | 2      | 1      | 6       |
| Веслування на байдарках та каное | 2      | 1      | 3      | 6       |
| Стрільба                         | 2      | 1      | 2      | 5       |
| Волейбол                         | 2      | 0      | 0      | 2       |
| Кінний спорт                     | 1      | 1      | 0      | 2       |
| Академічне веслування            | 1      | 0      | 1      | 2       |
| Парусний спорт                   | 1      | 0      | 0      | 1       |
| Плавання                         | 0      | 4      | 4      | 8       |
| Стрибки у воду                   | 0      | 2      | 0      | 2       |
| Сучасне п'ятиборство             | 0      | 1      | 1      | 2       |
| Водне поло                       | 0      | 1      | 0      | 1       |
| Баскетбол                        | 0      | 0      | 1      | 1       |

## Здобутки

### Республік
| Місце | Країна              | Золото | Срібло | Бронза | Загалом |
| ----- | ------------------- | ------ | ------ | ------ | ------- |
| 1     | РРФСР               | 34     | 42     | 39     | 115     |
| 2     | Українська РСР      | 15     | 9      | 10     | 34      |
| 3     | Грузинська РСР      | 2      | 3      | 1      | 6       |
| 4     | Литовська РСР       | 2      | 2      | 5      | 9       |
| 5     | Латвійська РСР      | 4      | 0      | 0      | 4       |
| 6     | Естонська РСР       | 1      | 0      | 3      | 4       |
| 7     | Білоруська РСР      | 1      | 2      | 0      | 3       |
| 8     | Узбецька РСР        | 1      | 1      | 1      | 3       |
| 9     | Азербайджанська РСР | 2      | 0      | 0      | 2       |
| 10    | Казахська РСР       | 0      | 1      | 0      | 1       |
| 11    | Туркменська РСР     | 1      | 0      | 0      | 1       |

### Автономних республік
| Місце | Країна            | Золото | Срібло | Бронза | Загалом |
| ----- | ----------------- | ------ | ------ | ------ | ------- |
| 1     | Марійська АРСР    | 1      | 1      | 2      | 4       |
| 2     | Чуваська АРСР     | 2      | 0      | 0      | 2       |
| 3     | Дагестанська АРСР | 1      | 0      | 0      | 1       |

## Здобутки українських спортсменів
Олімпійськими чемпіонами стали:
- Гуревич Борис Михайлович (Вільна боротьба — до 87 кг)
- Медведь Олександр Васильович (Вільна Боротьба — більш як 97 кг)
- Бєляєв Володимир Іванович (Волейбол)
- Іванов Володимир Тимофійович (Волейбол)
- Лапинський Євген Валентинович (Волейбол)
- Михальчук Віктор Ілліч (Волейбол)
- Мондзолевський Георгій Григорович (Волейбол)
- Поярков Юрій Михайлович (Волейбол)
- Терещук Борис Павлович (Волейбол)
- Турищева Людмила Іванівна (Спортивна гімнастика — командний залік)
- Шапаренко Олександр Максимович (Веслування на байдарках і каное — 1000 м [1 км])
- Голубничий Володимир Степанович (Легка атлетика — ходьба 20 км)
- Манкін Валентин Григорович (Вітрильний спорт, клас «Фінн»)
- Жаботинський Леонід Іванович (Важка атлетика — понад 90 кг)
- Сидяк Віктор Олександрович (шабля (командна))[3]

 Срібними призерами стали
- Баркалов Олексій Степанович (Водне поло)
- Шапаренко Олександр Максимович (Веслування на байдарках і каное — байдарка (одинак) 1000 м [1 кг])
- Онищенко Борис Григорович (Сучасне п'ятиборство — командний залік)
- Бєляєв Володимир Миколайович (Важка атлетика — до 82,5 кг)
- Путятін Віктор Павлович (Фехтування — рапіра (команда))
- Станкович Василь Васильович (Фехтування — рапіра (командна))
- Крісс Григорій Якович (Фехтування — шпага, шпага (командна))
- Вітебський Йосип Давидович (Фехтування — шпага (командна))
- Ледньов Павло Серафимович (Сучасне п'ятиборство)

 Бронзовими призерами стали:
- Коваленко Сергій Іванович (Баскетбол)
- Анатолій Іванович Поливода (Баскетбол)
- Мусалімов Володимир Андрійович (Бокс — до 67 кг)
- Кравчук Валентин Іванович (Академічне веслування — вісімка)
- Стерлик Володимир Іванович (Академічне веслування — вісімка)
- Смага Микола Якович (Легка атлетика — ходьба 20 км)
- Попкова Віра Іванівна (Легка атлетика — естафета 4×100 м)
- Козир Валентина Василівна (Легка атлетика — стрибки у висоту)
- Громак Юрій Петрович (Плавання — 4×100, комбінована естафета)
- Ледньов Павло Серафимович (Сучасне п'ятиборство)